# Heinz Kraschutzki
Heinz Kraschutzki (n. 1891 - f. 1982) fue un pacifista y antifascista alemán. La historia de la persecución y detención de Kraschutzki tuvo lugar en la época de la guerra civil española (1936-39), cuando las relaciones entre la Falange y simpatizantes nacionalsocialistas se intensificaron. Kraschutzki era redactor jefe de la revista Das Andere Deutschland ("La otra Alemania"), desde donde desveló documentos secretos referentes a los nazis y al rearmamento secreto de su país. Su libro Memóries de les presons de la guerra civil a Mallorca (Miquel Font editor, 2004, traducido al catalán) presenta pasajes relevantes para la historiografía española antes de la Segunda Guerra Mundial. [?] Perseguido por la Gestapo y desnacionalizado, Kraschutzki tuvo que huir de Alemania. Se refugió en Cala Ratjada (Mallorca), donde se encontró con su familia y creó una empresa relativamente próspera de "espardenyes de ráfia". Allí, sin embargo, fue, según el historiador español Miquel Durán, el cónsul Dede, colaborador de los nazis, quienes siguió todo el proceso contra Kraschutzki.
Fue más o menos en esa época que Kraschutzki tuvo contacto con el pacifista búlgaro Theodor Michaltscheff.
Kraschutzki conoció la prisión de Can Mir y la prisión de Bellver; fue allí donde convivió con prisioneros republicanos. "La paradoja de su caso es que se hubiera sido excarcelado y extraditado a su país seguramente hubiera sido asesinado por los nazis." El hecho de ser un preso de Francisco Franco, aunque denunciado por un alemán, "le salvó probablemente la vida". Germá García Poned (traductor de las memorias de Kraschutzki) señala la existencia del libro Spione und Verschwörer in Spanien ("Espías y conspiradores en España") de Franz Spielhagen. Aquí se nombra aún tal barón Von Behr, un alemán que después del Levantamiento Nacional [?] tuvo en Palma funciones “oficiáis”, colaboró angostamente con (el?) Conde Rossi y persiguió al pacifista alemán. El más curioso del caso Kraschutzki es que se llegó a publicar la noticia de su fusilamiento, aunque después se supo que la diplomacia Inglesa intervino. Los miembros ingleses del WRI (Movimiento Internacional de los Opositores a la Guerra [es el mismo movimiento, o hay una diferencia entre WRI y IRG?]) solicitaron que este se quede al amparo del Gobierno Británico. En lugar de ser condenado a muerte, se le castigó a 30 años de prisión. Poned dijo a ese respeto: "El gobierno Franquista asegura a las autoridades alemanas que no lo liberarán nunca."

## Obras
Memòries a les presons de la Guerra Civil a Mallorca. Ed. Miquel Font., Palma de Mallorca, 2004. ISBN 978-84-7967-089-4